# Faramea
Faramea är ett släkte av måreväxter. Faramea ingår i familjen måreväxter.

## Dottertaxa tillFaramea, i alfabetisk ordning[1]
- Faramea accumulans
- Faramea acuminatissima
- Faramea affinis
- Faramea altipetens
- Faramea ampla
- Faramea amplifolia
- Faramea angusta
- Faramea anisocalyx
- Faramea anisodonta
- Faramea apodantha
- Faramea areolata
- Faramea aristata
- Faramea atlantica
- Faramea australis
- Faramea axillaris
- Faramea axilliflora
- Faramea bahiensis
- Faramea bangii
- Faramea berryi
- Faramea bicolor
- Faramea biflora
- Faramea blanchetiana
- Faramea blechoides
- Faramea boomii
- Faramea brachyloba
- Faramea brachysiphon
- Faramea bracteata
- Faramea brevipes
- Faramea calimana
- Faramea calophylla
- Faramea calyciflora
- Faramea calyptrata
- Faramea campanella
- Faramea campanularis
- Faramea candelabrum
- Faramea capillipes
- Faramea capulifolia
- Faramea cardiophylla
- Faramea cardonae
- Faramea castellana
- Faramea caudata
- Faramea cazaderensis
- Faramea cestroides
- Faramea chapadensis
- Faramea chiapensis
- Faramea cobana
- Faramea coerulea
- Faramea coerulescens
- Faramea coffeoides
- Faramea colombiana
- Faramea condorica
- Faramea congesta
- Faramea cordifolia
- Faramea coronata
- Faramea correae
- Faramea corymbosa
- Faramea coussarioides
- Faramea crassifolia
- Faramea cuatrecasasii
- Faramea cupheoides
- Faramea cuspidata
- Faramea cyathocalyx
- Faramea dichotoma
- Faramea diversifolia
- Faramea egregia
- Faramea eichleri
- Faramea elegans
- Faramea erythrocarpa
- Faramea erythropoda
- Faramea eurycarpa
- Faramea exemplaris
- Faramea fallax
- Faramea fanshawei
- Faramea filamentosa
- Faramea fragrans
- Faramea frondosa
- Faramea gagnepainiana
- Faramea garciae
- Faramea glandulosa
- Faramea glaziovii
- Faramea godetiana
- Faramea grandifolia
- Faramea guaramacalensis
- Faramea guayaquilensis
- Faramea guianensis
- Faramea herbacea
- Faramea heterocalyx
- Faramea heteromera
- Faramea heterophylla
- Faramea hondurae
- Faramea hyacinthina
- Faramea hymenocalyx
- Faramea includens
- Faramea insignis
- Faramea intercedens
- Faramea involucellata
- Faramea irwinii
- Faramea jasminoides
- Faramea jefensis
- Faramea juruana
- Faramea langlassei
- Faramea larensis
- Faramea latifolia
- Faramea leucocalyx
- Faramea liebmannii
- Faramea liesneri
- Faramea longistipula
- Faramea lourteigiana
- Faramea luteovirens
- Faramea lutescens
- Faramea lutzeana
- Faramea macra
- Faramea macrura
- Faramea maguirei
- Faramea malmei
- Faramea martiana
- Faramea mattogrossensis
- Faramea megalophylla
- Faramea melicoccoides
- Faramea miconioides
- Faramea micrantha
- Faramea monantha
- Faramea monsalveae
- Faramea montevidensis
- Faramea morilloi
- Faramea multiflora
- Faramea myrticifolia
- Faramea neblinae
- Faramea nigrescens
- Faramea nitida
- Faramea nocturna
- Faramea oaxacensis
- Faramea oblongifolia
- Faramea obtusifolia
- Faramea occidentalis
- Faramea oligantha
- Faramea oraria
- Faramea orinocencis
- Faramea ortiziana
- Faramea ovalis
- Faramea oxyclada
- Faramea pachyantha
- Faramea paniculata
- Faramea panurensis
- Faramea papillata
- Faramea papirifolia
- Faramea paratiensis
- Faramea parvibracteata
- Faramea parvula
- Faramea paupera
- Faramea pedicellaris
- Faramea pedunculata
- Faramea permagnifolia
- Faramea persistisepta
- Faramea phaneroneura
- Faramea picinguabae
- Faramea platyclada
- Faramea platyneura
- Faramea platypoda
- Faramea pohliana
- Faramea polytriadophora
- Faramea porophylla
- Faramea pseudospathacea
- Faramea purdieana
- Faramea quadricostata
- Faramea quinqueflora
- Faramea riedeliana
- Faramea robusta
- Faramea saldanhaei
- Faramea sanblasensis
- Faramea scalaris
- Faramea schultesii
- Faramea schunkeana
- Faramea sellowiana
- Faramea sertulifera
- Faramea sessiliflora
- Faramea sessilifolia
- Faramea silvae
- Faramea singularis
- Faramea spathacea
- Faramea stenantha
- Faramea stenocalyx
- Faramea stenomeris
- Faramea stenopetala
- Faramea stenophylla
- Faramea stipulacea
- Faramea suaveolens
- Faramea subbasilaris
- Faramea subsessilis
- Faramea suerrensis
- Faramea tamberlikiana
- Faramea tenuiflora
- Faramea tenuifolia
- Faramea terryae
- Faramea tetragona
- Faramea tinguana
- Faramea torquata
- Faramea trinervia
- Faramea umbellifera
- Faramea uncinata
- Faramea uniflora
- Faramea urophylla
- Faramea vaginata
- Faramea vasquezii
- Faramea weddellii
- Faramea verticillata
- Faramea vidensis
- Faramea xanthina
- Faramea yavitensis
- Faramea yutajensis
- Faramea zamorensis